# Pilgrims Society
La Pilgrims Society (Società dei Pellegrini), fondata nel 1902, è una società segreta anglo-statunitense  fondata, stando alle parole dell'ambasciatore americano Joseph Hodges Choate, per  promuovere "buona volontà, cordialità amicizia duratura e pace perpetua fra Stati Uniti e Gran Bretagna".
Negli anni ha accolto membri di spicco principalmente della politica, della diplomazia e del mondo degli affari.
È famosa per organizzare eventi di benvenuto per la nomina di ogni nuovo ambasciatore degli Stati Uniti d'America in terra britannica e di ogni nuovo ambasciatore inglese negli Stati Uniti.
Il patrono della società è la Regina Elisabetta II.
Nel 2006 i membri investiti nei ruoli di amministrazione della società erano:
- Lord Peter Anthony Inge - Presidente
- Sir Robert Worcester KBE DL - Direttore
- Mrs Tessa Wells - Segretario
- Ian E Barlow FCA - Tesoriere

Tra i membri di spicco si ricordano:
- Nicholas Murray Butler (1862-1947) - presidente del British Israelism
- Thomas William Lamont (1870-1948) - banchiere
- Winston Churchill - ex primo ministro britannico
- Levi Parsons Morton - vicepresidente degli Stati Uniti
- Joseph P. Kennedy - capostipite della Famiglia Kennedy e affarista